# Villers-en-Ouche
Villers-en-Ouche è un comune delegato di 349 abitanti in seno al comune francese di La Ferté-en-Ouche, situato nel dipartimento dell'Orne nella regione della Normandia.

## Geografia fisica
Il territorio è bagnato dalle acque del fiume Charentonne.

## Accorpamento amministrativo
Già comune autonomo, il 1º gennaio 2016 è stato accorpato agli altri comuni soppressi di Anceins, Bocquencé, Couvains, La Ferté-Frênel, Gauville, Glos-la-Ferrière, Heugon, Monnai e Saint-Nicolas-des-Laitiers per costituire il nuovo comune.

## Società

### Evoluzione demografica
Abitanti censiti